# ローレン・マイコラス
ローレン・マイコラス（英語: Lauren Mikolas, 1988年3月29日 - ）は、アメリカ合衆国フロリダ州ジュピター出身の外国人タレント。アークプロダクションがエージェントしている。
夫はセントルイス・カージナルスのマイルズ・マイコラス投手。

## 経歴
マイルズ・マイコラス投手は高校時代からの同級生だったが、大学は別々に進学した。大学時代には女優を目指してニューヨークで演劇を学んだ経験がある。卒業後は幼稚園教諭となった。
2014年11月に結婚して2015年には退職し、夫に帯同して来日。同年5月28日、夫が登板している試合を東京ドームのスタンドで観戦していたところ、その様子を映したカメラ映像が球場モニタースクリーンに映し出された瞬間、観衆からどよめきが起きて「スタンドの女神」とマスコミから話題となり、その美貌が注目されて日本の芸能界に進出した。また、夫婦としては初となるベースボールカードが作成された（スポーツカード・マガジン付録）。
夫がメジャーリーグに復帰しアメリカに帰国したため、ローレンも日本でのタレント活動を休止した。

## 人物
趣味は美容関連、スポーツ、歌、ダンス。
米国時間の2017年3月20日に第1子となる長女が誕生した。米国時間の2018年7月22日に双子の男児・女児が誕生した。

## 主な出演

### CM
- テンダリー「ホットクレンジングジェル」（2015年）[1]

### イベント
- 2015年7月31日　美容健康食品「ボーテサンテラボラトシリーズ スーパーフードシリーズ」新商品発表会イベント出席
- 2015年8月2日　日本テレビ『行列のできる法律事務所』バラエティ番組初出演
- 2015年8月19日　映画『ワイルド・スピード SKY MISSION』ブルーレイ&DVDリリース記念イベントに実業家の堀江貴文と共に出席
- 2015年8月24日　アメリカの総合格闘技団体UFCの日本大会発表イベント『FIGHT NIGHT JAPAN』に出席
- 2015年9月7日　Inter FM「Vance K Show」にゲスト生出演
- 2015年9月11日　代官山HALEOにてUFCオクタゴンガール発表イベントに出席

## 書籍
- Fearless Charm (2016年5月25日、双葉社）ISBN 4575311359 [6]